# Staro Konjarevo
Staro Konjarevo (makedonska: Старо Коњарево) är en ort i Nordmakedonien. Den ligger i kommunen Novo Selo, i den östra delen av landet, 140 kilometer sydost om huvudstaden Skopje. Staro Konjarevo ligger 367 meter över havet och antalet invånare är 887.